# Piteälven
A Piteälven Észak-Svédország egyik nagy folyója, Svédország négy szabályozatlanul hagyott folyója közül az egyik. (A többi három a Torneälven, a Vindelälven és a Kalixälven. 1993-ban ezeket a Riksdag, a svéd parlament nemzeti folyónak nyilvánította és rögzítette, hogy azok kiépítetlenül, vízerőmű nélkül maradjanak.) A Pite-folyó esetében azonban van egy kivétel, torkolata közelében Sikforsnál, Piteåtól mintegy 30 kilométerre van rajta egy gát és mellette egy modern erőmű, a sziklatalajba rejtve.

## Földrajzi leírása
A Pite-folyó a többi nagy északi svéd folyóhoz hasonlóan a Skandináv-hegység vízválasztójának keleti oldalán, a norvég határ közelében ered, a Sulitelma hegységben. Délkeleti irányban folyik és Pitsund mellett, 10 kilométerre délre Piteåtól torkollik a Botteni-öbölbe.
A folyó fontosabb mellékfolyó a torkolat felé haladva: Abmoälven, Varjisån, Vistån és a Lillpiteälven.
A folyón mintegy 22 jelentősebb sellő, zuhogó, vízesés található. Legnagyobb közülük a Storforsen, kb. 40 kilométerre északnyugatra Älvsbyn településtől; évente 180 000 látogatót vonz. Az 1990-es években több helyen volt rendszeresen rafting a folyón; a 2010-es években csak Ljusselforsennél folytatódott ez a tevékenység, ahol az E45 keresztezi a folyót.

## Fordítás
- Ez a szócikk részben vagy egészben a Pite älv című svéd Wikipédia-szócikk ezen változatának fordításán alapul.  Az eredeti cikk szerkesztőit annak laptörténete sorolja fel. Ez a jelzés csupán a megfogalmazás eredetét és a szerzői jogokat jelzi, nem szolgál a cikkben szereplő információk forrásmegjelöléseként.